# Elroy Robinson
Elroy Robinson (né le 4 janvier 1913 et mort le 8 avril 1989) est un athlète américain, spécialiste du 800 mètres. 

## Biographie
Le 11 juillet 1937, à New York, Elroy Robinson améliore le record du monde du 800 mètres en établissant le temps de 1 min 49 s 6 sur la distance de 880 yards. Ce record est battu par l'Américain Sydney Wooderson en 1938. 

## Records
| Épreuve | Performance  | Lieu     | Date            |
| ------- | ------------ | -------- | --------------- |
| 800 m   | 1 min 48 s 9 | New York | 11 juillet 1937 |